# USS Maryland (BB-46)
USS Maryland (BB-46) amerykański pancernik typu Colorado, trzeci okręt United States Navy noszący nazwę siódmego stanu USA.
Okręt został zamówiony 5 grudnia 1916. Stępkę położono 24 kwietnia 1917 w Newport News Shipbuilding Company. Został zwodowany 20 marca 1920, matką chrzestną była pani E. Brook Lee, żona głównego księgowego stanu Maryland. Jednostka weszła do służby 21 lipca 1921 z komandorem C.F. Prestonem jako dowódcą.

## Przed II wojną światową
"Maryland", jako pierwszy okręt amerykański wyposażony w działa kal. 406 mm, był dumą US Navy. Podczas dziewiczego rejsu w pobliżu wschodniego wybrzeża USA wielokrotnie prezentował się ludności amerykańskiej. Pojawił się w Annapolis na promocji rocznika 1922 w United States Naval Academy oraz w Bostonie na rocznicy bitwy o Bunker Hill i w Dniu Niepodległości USA. Pomiędzy 18 sierpnia i 25 września odbył pierwszą zagraniczną podróż, transportując sekretarza stanu Charlesa Evansa Hughesa do Rio de Janeiro na wystawę z okazji stulecia Brazylii. W następnym roku, po ćwiczeniach floty w rejonie kanału Panamskiego "Maryland" przeszedł przez kanał w drugiej połowie czerwca i został przydzielony do Battle Line stacjonującej na zachodnim wybrzeżu USA.
Okręt odbył podróż dobrej woli do Australii i Nowej Zelandii w 1925, gościł także na pokładzie prezydenta-elekta Herberta Hoovera w czasie jego pacyficznej części wizyty w państwach Ameryki Łacińskiej w 1928. W latach 20. i 30. XX wieku okręt był częścią głównych sił floty i uczestniczył w wielu szkoleniach i manewrach. W 1940 "Maryland" i inne pancerniki wchodzące w skład Battle Force zmieniły swoje miejsce bazowania na Pearl Harbor. Okręt stał w tym porcie, gdy Japończycy przeprowadzili atak 7 grudnia 1941.

### II wojna światowa

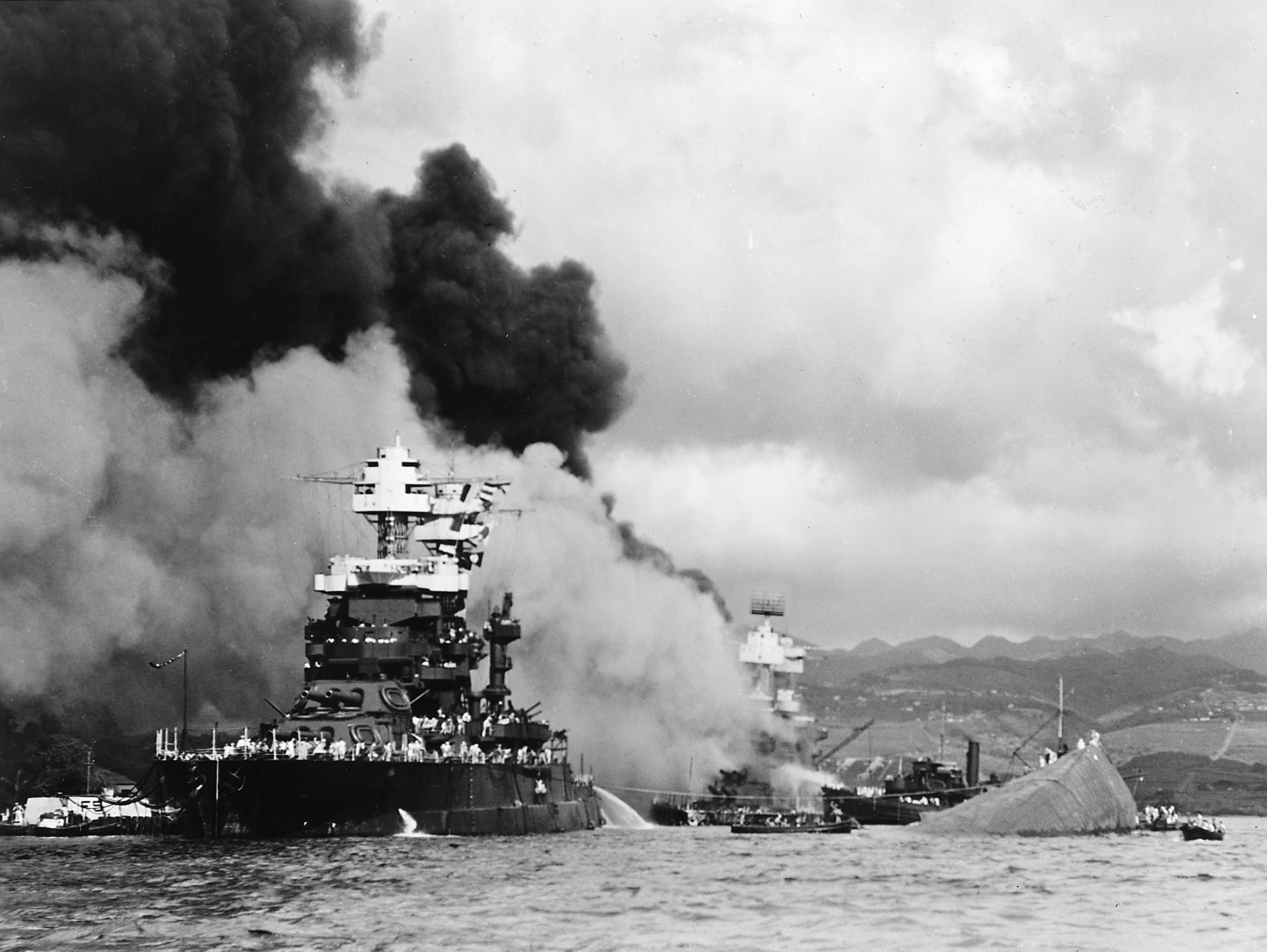
USS "Maryland" (BB-46) obok leżąca do góry dnem "Oklahoma" (BB-37)

Marynarz Leslie Short, który pisał kartę świąteczną w pobliżu swojego stanowiska karabinu maszynowego był pierwszym, który użył broni do obrony okrętu i strącił jeden z dwóch samolotów torpedowych, które zaatakowały stojący burta w burtę pancernik "Oklahoma" (BB-37). Zasłonięty od torped przez sąsiedni okręt, "Maryland" rozpoczął prowadzenie ognia przeciwlotniczego ze swoich dział. Pomimo że dwie bomby trafiły go, okręt walczył, a po zakończeniu ataku wroga wysłał swoje oddziały strażaków na sąsiednie okręty. Japończycy ogłosili, że okręt liniowy został zatopiony. Jeszcze w grudniu pancernik o własnych siłach opuścił Pearl Harbor, by 30 grudnia wpłynąć do doków naprawczych Puget Sound Navy Yard na zachodnim wybrzeżu USA.
Okręt wyszedł ze stoczni 26 lutego 1942 nie tylko naprawiony, a także zmodernizowany i w pełni gotowy do służby. Podczas bitwy pod Midway, wraz z innymi starymi pancernikami, nie mogąc nadążyć za znacznie szybszymi lotniskowcami, pozostawał w siłach zapasowych. Później "Maryland" przeprowadzał szkolenia aż do 1 sierpnia, kiedy wrócił do Pearl Harbor.
Przydzielone do służby strażniczej na południowych liniach komunikacyjnych do Australii i na fronty walki na Pacyfiku "Maryland" i "Colorado" operowały z wysp Fiji w listopadzie i zostały przesunięte na Nowe Hebrydy w lutym 1943. Okręt wrócił do Pearl Harbor po dziesięciu miesiącach służby na wodach południowego Pacyfiku, po czym zmodernizowano jego artylerię przeciwlotniczą, dodając kolejne stanowiska dział kal. 40 mm.

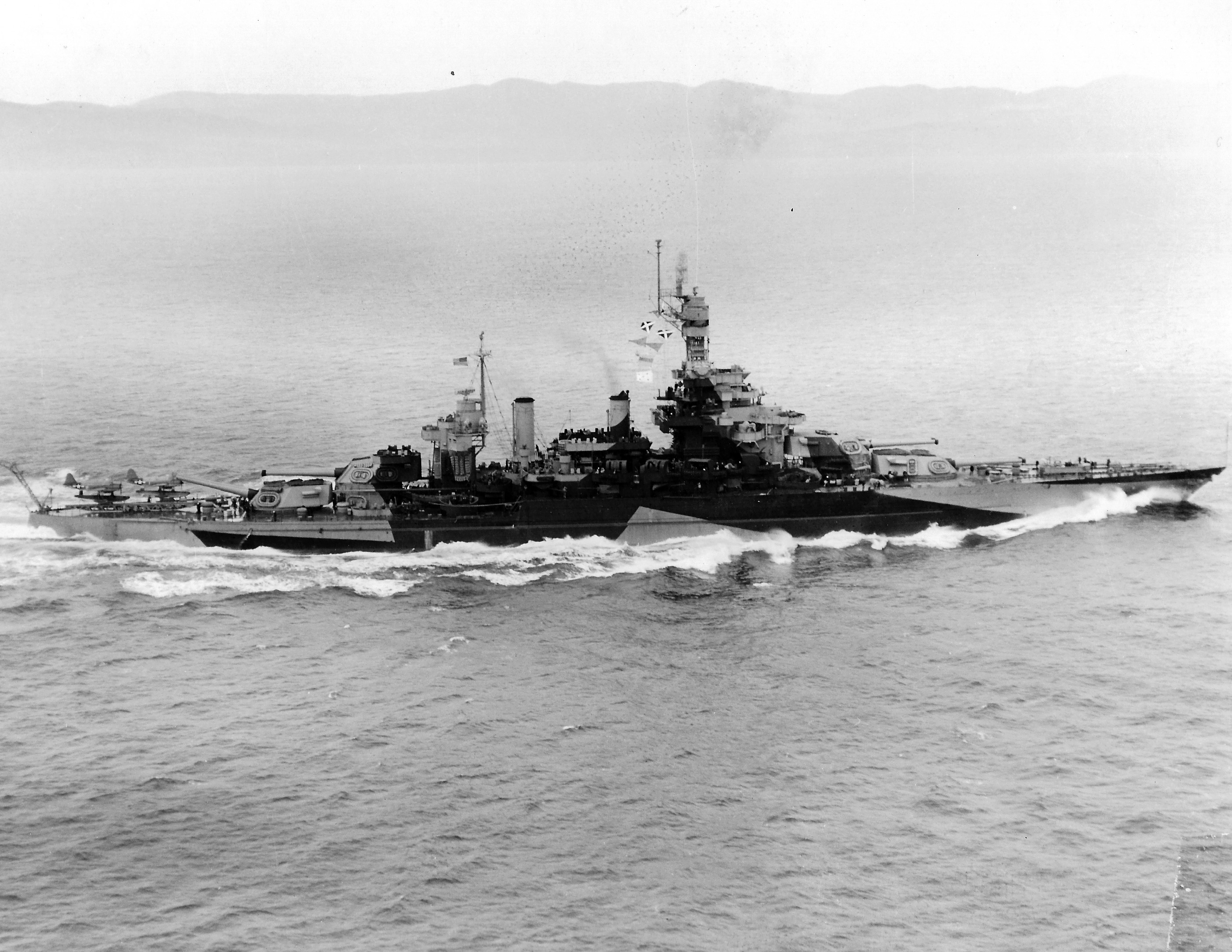
Okręt w kwietniu 1944 roku

Podczas  operacji desantowych na Pacyfiku siła ognia "Maryland" i podobnych okrętów odgrywała ważną rolę, gdyż było to główne wsparcie dla lądującej piechoty morskiej. Pancernik opuścił Hawaje 20 października, udając się na południowy Pacyfik. Stał się także okrętem flagowym dla kontradmirała Harry`ego W. Hilla, dowódcy Southern Attack Force w ramach inwazji na wyspy Gilberta. Okręt miał także na pokładzie generała majora Juliana C. Smitha, dowódcę Drugiej Dywizji Marines. 20 listopada wcześnie rano najcięższe działa okrętu rozpoczęły pięciodniowy ostrzał celów nabrzeżnych i zapewniały wsparcie artyleryjskie w ramach desantu na Tarawę. W czasie operacji w atolu, w wyniku wstrząsów wywołanych przez oporopowrotniki dział zepsuło się radio. Bez radia na okręcie flagowym żaden inny okręt nie był w stanie odebrać współrzędnych celów od piechoty morskiej, gdyż komendy musiały przejść przez "Maryland". Usterkę jednak dość szybko naprawiono i ogień pancerników pomógł żołnierzom USMC w zwycięstwie. Kiedy wyspa została zajęta, okręt pozostawał w pobliżu, osłaniając transporty do momentu gdy udał się 7 grudnia do USA.
"Maryland" wypłynął z San Pedro w stanie Kalifornia 13 stycznia 1944, spotkał się z TF 53 na Hawajach i udał się w dalszą drogę. Rankiem 31 stycznia znalazł się w pobliżu atolu Kwajalein wchodzącego w skład wysp Marshalla. Okręt został przydzielony do niszczenia bunkrów i blokhauzów na wyspie Roi, którą ostrzeliwał przez cały dzień. Następnego dnia wspierał ogniem lądujące oddziały do momentu, gdy te znalazły się 500 jardów od plaży. Po tej operacji okręt popłynął do Bremerton w celu wymiany dział i na przegląd.
Dwa miesiące później "Maryland" znów gotowy do akcji popłynął 5 maja na zachód, aby uczestniczyć w największej kampanii, przeprowadzonej w czasie wojny, na Pacyfiku – lądowaniu na wyspie Saipan. Wiceadmirał Turner wyznaczył TF 52 trzy dni na zmiękczenie wyspy przed desantem. Ogień otwarto o 05.45 14 czerwca. Po uciszeniu dwóch dział artylerii nabrzeżnej "Maryland" napotkał tylko mały ogień ze strony wroga, samemu atakując salwa za salwą. Japończycy próbowali kontratakować lotnictwem. 18 czerwca działa pancernika zaliczyły pierwsze strącenie, ale cztery dni później samolot G4M Betty przedarł się na niskim pułapie, atakując spomiędzy wzgórz Saipanu dwa zakotwiczone pancerniki. Przelatując nad dziobem "Pennsylvania" samolot zrzucił torpedę, która trafiła "Maryland" w lewą burtę. Straty były małe i po krótkim czasie okręt udał się do Eniwetok, a krótko potem odpłynął do stoczni remontowej w Pearl Harbor.

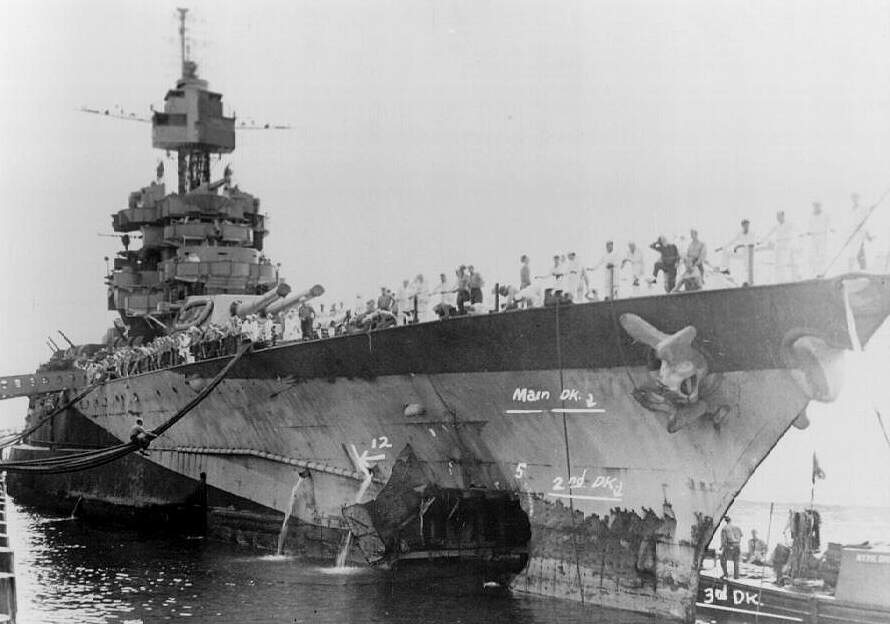
Pearl Harbor Navy Yard, 10 lipca 1944, uszkodzenia po trafieniu torpedą

19 sierpnia, 34 dni po dotarciu do stoczni, okręt, dzięki pracy stoczniowców 24 godziny na dobę, wypłynął w kierunku strefy walk. Na krótko ćwiczył w pobliżu Salomonów, po czym dołączył do Western Fire Support Group (TG 32.5) dowodzonej przez kontradmirała  J.B. Oldendorfa, kierującej się w stronę wysp Palau. Pierwszy ostrzał przeprowadzony 12 września osłaniał operację trałowania oraz działania podwodnych oddziałów saperskich, następne miały na celu zniszczenie celów na lądzie i były prowadzone do 15 września. Wtedy oddziały lądowe zaatakowały plaże. Cztery dni później zorganizowany opór ustał, co pozwoliło na wycofanie okrętów w rejon wysp Admiralicji.
Przydzielony do Siódmej Floty "Maryland" udał się ponownie w bój 12 października by osłaniać ważne lądowanie na Filipinach w zatoce Leyte. Pomimo zagrożenia ze strony pływających min morskich siły inwazyjne weszły do zatoki 18 października. Bombardowanie przeprowadzone następnego dnia oraz lądowanie  20 października poszło po myśli Amerykanów. Japończycy zdecydowali się zaatakować siły inwazyjne zarówno lotnikami kamikaze jak i atakiem sił morskich przeprowadzonym z trzech kierunków.

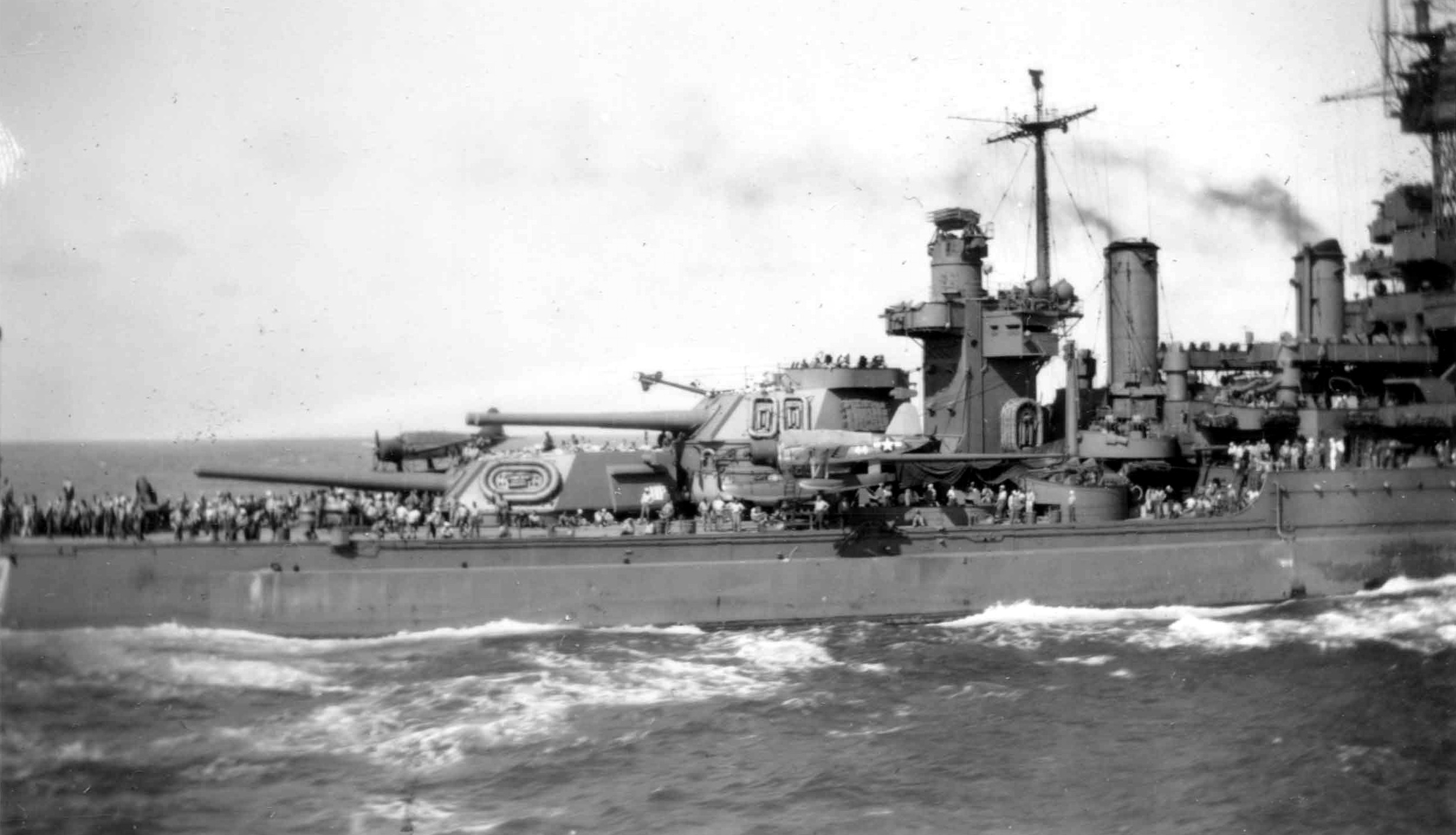
Pancernik w pierwszej połowie 1945 roku

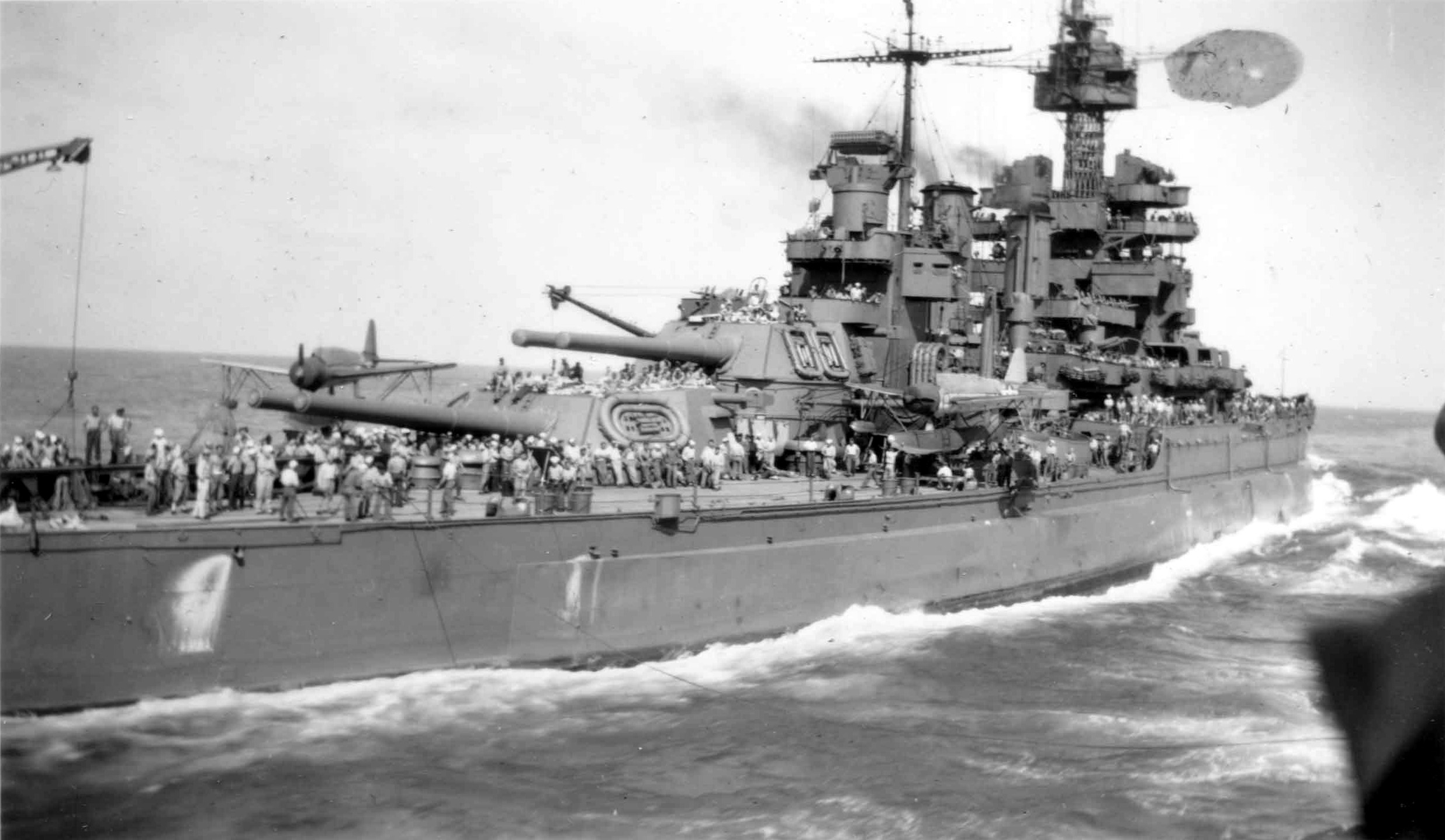
Pancernik w pierwszej połowie 1945 roku

Ostrzeżone przez okręty podwodne i samoloty zwiadowcze amerykańskie siły, których główną siłą były pancerniki i krążowniki, podpłynęło 24 października na południowy koniec zatoki Leyte, by bronić cieśniny Surigao i floty desantowej. 25 października wcześnie rano siły japońskie, w skład których wchodziły m.in. pancerniki "Fusō" i "Yamashiro", wpłynęły w cieśninę. Amerykanie atakowali wroga stopniowo. Najpierw torpedami szybkich ścigaczy torpedowych (PT boats), następnie torpedami niszczycieli. Te ostatnie zniszczyły pancernik "Fusō". Następnie odezwały się działa amerykańskich krążowników. W końcu, o godzinie 03.55, otworzyły ogień amerykańskie pancerniki. Kolejne salwy pocisków dużego kalibru zwolniły posuwanie się sił wroga i wznieciły pożary na japońskich pancernikach. W końcu zdziesiątkowana flota wycofała się, pozostawiając za sobą tonące ciężkie okręty. Wiele kolejnych okrętów zostało zatopionych przez dzienne naloty amerykańskiego lotnictwa morskiego. Siły amerykańskie odparły też atak centralnego i północnego zgrupowania okrętów podczas zwarcia zwanego bitwą w zatoce Leyte.
Po zakończeniu starcia, do 29 października, "Maryland" patrolował południowe podejścia do cieśniny Surigao. 16 listopada, po pobraniu zapasów w Manus na wyspach Admiralicji, podjął ponownie zadania patrolowe. W tym czasie japońskie ataki lotnicze nadal stanowiły poważne zagrożenie. Podczas rajdu 17 listopada działa TG 77.2 zestrzeliły 11 atakujących samolotów. Dwa dni później, krótko po świcie, zdeterminowany pilot kamikaze zanurkował z chmur i rozbił się pomiędzy dwiema przednimi wieżami artyleryjskimi pancernika. 31 marynarzy zginęło w eksplozji i późniejszym pożarze. 29 listopada okręt ponownie został uszkodzony przez atak samobójczy, ale jednostka pozostawała na patrolu do 2 grudnia. "Maryland" dotarł do Pearl Harbor 18 grudnia i podczas następnych dwóch miesięcy stoczniowcy naprawili i zmodernizowali okręt zwany "Fighting Mary."
4 marca 1945, po szkoleniu przypominającym, "Maryland" udał się na zachodni Pacyfik i dotarł do Ulithi 16 marca. Tam dołączył do TF 54 dowodzonego przez kontradmirała M.L. Deyo i 21 marca opuścił wyspę w ramach przygotowań do inwazji na Okinawę. Okręt zbliżył się do brzegów japońskich 25 marca i rozpoczął ostrzeliwanie przydzielonych mu celów na południowowschodniej części umocnionej wyspy. Dodatkowym zadaniem okrętu, który miał odciągnąć uwagę wroga od prawdziwego lądowania na zachodnich plażach, było wspieranie ogniem artyleryjskim rajdu dywersyjnego na południowe wybrzeże wyspy. 3 kwietnia okręt otrzymał prośbę o wsparcie artyleryjskie od krążownika "Minneapolis" (CA-36). Krążownik nie mógł uciszyć okopanej baterii dział nabrzeżnych kal. 203 mm i poprosił o ogień dział kal. 406 mm z pancernika. Okręt liniowy oddał sześć salw, które zniszczyły stanowisko wroga.
"Maryland" pełnił obowiązki okrętu wsparcia artyleryjskiego do 7 kwietnia, kiedy wraz z TF 54 popłynął przechwycić japońskie siły nawodne. Okręty wroga, wśród których  pancernik "Yamato", zostały zaatakowane przez  samoloty z lotniskowców Fast Carrier Task Force. Sześć z dziesięciu okrętów japońskich zostało zatopionych. Tego samego dnia o zmierzchu "Maryland" po raz trzeci w ciągu dziesięciu miesięcy został trafiony przez kamikaze. Samolot z załadowaną bombą 230 kg rozbił się na szczycie wieży nr 3 od strony sterburty. Eksplozja zniszczyła stanowisko dział kal. 20 mm, powodując śmierć 53 członków załogi. Okręt, nadal ostrzeliwał stanowiska wroga z najcięższych dział. Podczas ochrony zachodniego obszaru transportu, 11 kwietnia po południu, pancernik zestrzelił dwa samoloty.
14 kwietnia "Maryland" opuścił dotychczasowe rejony, gdzie wspierał oddziały lądowe ogniem artyleryjskim i udał się jako eskorta transportów w kierunku USA. Płynąc przez Mariany i Pearl Harbor, dotarł 7 maja do Puget Sound Navy Yard w Bremerton. Następnego dnia rozpoczął się rozbudowany remont okrętu. Po ukończeniu prac w sierpniu okręt uczestniczył w operacji Magic Carpet. Przez następne cztery miesiące odbył 5 podróży pomiędzy zachodnim wybrzeżem USA i Pearl Harbor, przewożąc na kontynent ponad 8 tysięcy weteranów wojny na Pacyfiku.

### Po II wojnie światowej
17 grudnia, po ukończeniu służby w ramach operacji Magic Carpet, pancernik zawinął do Seattle. 15 kwietnia 1946 okręt wszedł do Puget Sound Naval Shipyard i 16 lipca 1946 został przeniesiony do rezerwy. Oficjalnie ze służby został wycofany 3 kwietnia 1947 w Bremerton i pozostał tam jako część Floty Rezerwowej Pacyfiku. 8 lipca 1959 "Maryland" został sprzedany na złom firmie Learner Company z Oakland.
2 czerwca 1961 J. Millard Tawes, gubernator Maryland, odsłonił pomnik ku czci pancernika i jego załogi. Zbudowany z granitu i brązu, zawierający dzwon okrętowy z "Fighting Mary" – upamiętnia okręt i ludzi, którzy służyli narodowi amerykańskiemu. Znajduje się na terenie State House w Annapolis.
"Maryland" otrzymał siedem odznaczeń battle star za służbę w czasie II wojny światowej.